# Road to Zion
Road to Zion is een single van Damian 'Junior Gong' Marley en Nas. De single behaalde in Nederland de elfde plek. In het buitenland had hij meer succes. 'Road to Zion' staat op het album Welcome to Jamrock van Damian Marley. De single werd uitgegeven in 2005 en was de opvolger van het minder succesvolle The Master Has Come Back.
Nas is een goede vriend van Damian Marley. Ze besloten samen een nummer op te nemen voor Marleys nieuwe album. De single werd vrij succesvol.